# Esmeraldo Barreto de Farias
Esmeraldo Barreto de Farias, Prado (Santo Antônio de Jesus, 4 de julho de 1949) é um arcebispo católico brasileiro. É arcebispo-bispo emérito da Diocese de Araçuaí.

## Biografia

### Vocação e Presbiterado
Esmeraldo Barreto de Farias nasceu em 4 de julho de 1949, na comunidade do Bonfim, município de Santo Antônio de Jesus, Diocese de Amargosa, Bahia. É filho de José Izidório de Farias e Maria Georgina de Souza Barreto.
Durante seu processo formativo, seus estudos filosóficos foram concluídos na Faculdade de Filosofia da Universidade Federal de Minas Gerais (UFMG) e Teologia no Instituto de Teologia da Universidade Católica de Salvador. Foi ordenado sacerdote em 9 de janeiro de 1977, e incardinado na Diocese de Amargosa. 

### Paulo Afonso/BA
Em 2000, o papa João Paulo II o nomeou bispo da diocese vacante de Paulo Afonso, na Bahia. 
Em quase 8 anos de trabalho, enfatizou a formação dos leigos, demonstrou uma maior atenção às atividades missionárias, vocações sacerdotais e às comunidades de base. Promotor do Movimento dos padres do Prado. Na Diocese teve um grande trabalho missionário.

### Santarém/PA
Em 28 de fevereiro de 2007, o Papa Bento XVI o nomeou bispo da então diocese, hoje Arquidiocese de Santarém, no Pará, deixando a diocese de Paulo Afonso com sede vacante até 12 de março do ano seguinte, quando foi nomeado o bispo Dom Guido Zendron.
Aos 25 de junho de 2011 teve seu nome divulgado como membro da Comissão Episcopal Pastoral para os Ministérios Ordenados e a Vida Consagrada da CNBB. 

### Porto Velho/RO
Em novembro de 2011 ascendeu ao título de arcebispo, sendo nomeado para Porto Velho, no coração da Amazônia, após renúncia de Dom Moacyr Grechi, por razão de idade de 75 anos.
Permaneceu pouco tempo na arquidiocese e solicitou a transferência por motivos de saúde.

### São Luís/MA
No dia 18 de março de 2015 o Papa Francisco o nomeou bispo-titular de Súmula e auxiliar da Arquidiocese de São Luís do Maranhão.

### Araçuaí/MG
Em 18 de novembro de 2020, foi nomeado titular da vacante diocese de Araçuaí, que havia sido renunciada por Dom Marcello Romano, no Vale do Jequitinhonha mineiro. Sua posse foi em 6 de fevereiro de 2021, na Catedral de São José, presidida por Dom Darci José Nicioli, metropolita da Província de Diamantina.
Em 30 de abril de 2024, há poucos meses de completar 75 anos, idade canônica limite, foi aceita a sua renuncia, tornando se Administrador Apostólico da Diocese de Araçuaí até a posse de Dom Geraldo dos Reis Maia, novo bispo. Posteriormente ao ato de posse do novo episcopo, será Arcebispo ad personam Emérito.

### Residência e Atuação após o Emeritamento
Em abril de 2024, após ter sua renúncia aceita pelo Papa Francisco, Dom Esmeraldo Barreto de Farias, então bispo da Diocese de Araçuaí (MG), decidiu fixar residência em Salvador.
A Arquidiocese de São Salvador da Bahia o acolheu com alegria, oferecendo-lhe a oportunidade de colaborar pastoralmente. 
Desde sua chegada em outubro de 2024, Dom Esmeraldo tem se integrado à realidade da Arquidiocese Primaz do Brasil, colaborando com o Conselho Missionário Diocesano (COMIDI) e acompanhando lideranças leigas. 
O bispo emérito também se coloca à disposição para celebrar missas em diversas paróquias da arquidiocese.